# Besòs (stacja metra)
Besòs – stacja metra w Barcelonie, na linii 4. Stacja została otwarta w 1982.